# Girolamo Vidoni

Monument pour Girolamo Vidoni.

Girolamo Vidoni (né à Crémone, en Lombardie, en 1581, et mort à Rome, le 30 octobre 1632) est un cardinal italien du XVIIe siècle. Il est l'oncle du cardinal Pietro Vidoni, seniore (1660) et un parent du cardinal Pietro Vidoni, iuniore (1816).

## Biographie
Girolamo Vidoni étudie aux universités de Pavie et de Pérouse. Il va à Rome, où il est notamment  référendaire au tribunal suprême de la Signature apostolique et clerc à la Chambre apostolique. Il est gouverneur de Civitavecchia en 1612-1613 et en 1616-1618 et président de Romagne en 1623-1625. Vidoni est trésorier général de la Chambre apostolique et commissaire général de l'armée du pape.
Il est créé cardinal in pectore par le pape Urbain VIII lors du consistoire du 19 janvier 1626. Sa création est publiée le 30 août 1627.